# ياسوهيرو تاناكا (لاعب كرة قدم)
ياسوهيرو تاناكا (باليابانية: 田中 康啓) (29 أكتوبر 1986 في كيوتو في اليابان – )؛ هو لاعب كرة قدم سابق كان يلعب كمهاجم.